# Orde van Sociale Verdienste
De Orde van Sociale Verdienste (Frans: "L’Ordre du Mérite Social") was een van de zestien "ministeriële orden" van de Franse republiek. De in 1936 ingestelde orde werd, met vijftien anderen, in 1963 afgeschaft en vervangen door de "Nationale Orde van Verdienste". Deze orde werd bestuurd door een "Raad van de Orde", voorgezeten door de minister voor Arbeid, en werd verleend voor "toewijding en verdienste in het uitvoeren van sociale wetgeving". De commandeurs in deze orde waren ambtshalve lid van deze Raad. De door Pierre Turin ontworpen onderscheiding lijkt sterk op de "Gouden Medaille van de Gemeenschap" (Frans: "Médaille d’Or de la Mutualité") die in 1926 werd ingesteld en door deze Orde werd vervangen.
De Orde verving ook deze medailles:
- De Eremedaille voor de Gemeenschap (Frans: "la Médaille d'honneur de la Mutualité") ingesteld op 26 maart 1852.
- De Eremedaille voor de Sociale Zekerheid (Frans: "la Médaille d'honneur Prévoyance Sociale") ingesteld op 1 december 1922.
- De Eremedaille voor de Sociale Verzekeringen (Frans: "la Médaille d'honneur des Assurances Sociales)" ingesteld op 27 februari 1922.

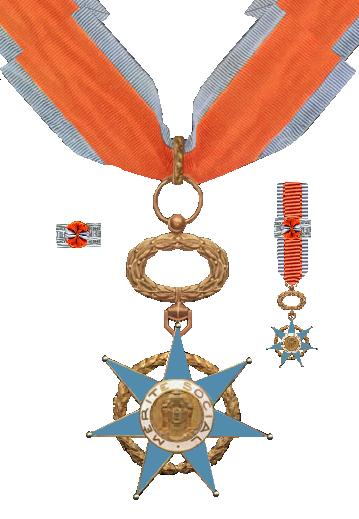
De insignes van een commandeur; halskruis, miniatuur en draagteken voor op de revers.

## De drie rangen van de Orde
- Commandeur - De commandeur draagt een groot uitgevoerd gouden kleinood van de orde aan een lint om de hals. Als verhoging dient een gouden lauwerkrans.
- Officier - De officier draagt een gouden kleinood aan een lint met een rozet op de linkerborst. De twee lagere rangen hebben geen lauwerkrans.
- Ridder - De ridder draagt een kleinood aan een lint op de linkerborst. Bij de ridder is het kleinood van zilver.

De ridders moesten ten minste 32 jaar oud zijn en 5 jaar actief zijn geweest bij het uitvoeren van sociale wetgeving. Na 8 jaar konden zij worden bevorderd tot officier en na nogmaals 5 jaar konden zij commandeur worden.

## De versierselen van de Orde
Het kleinood van de Orde was een zevenpuntige lichtblauw geëmailleerde ster waarop de tekst "MERITE SOCIAL" en op de achterzijde in het medaillon "MINISTÈRE DU TRAVAIL" stond geschreven. Het lint was rood met lichtgroene biezen.
De seculiere Franse Republiek kende geen ridderorden die de traditionele vorm van een kruis hebben. Daarom werd bij de vormgeving van deze decoratie voor een kleinood in de vorm van een ster gekozen.
Zie ook: lijst van historische orden van Frankrijk.